# 河崎口站
河崎口站（日语：／ Kawasakiguchi eki */?）是位於鳥取縣米子市河崎字中通矢倉分，屬於西日本旅客鐵道（JR西日本）境線的車站。本站的愛稱（妖怪）為唐傘小僧站。

## 歷史
- 1952年（昭和27年）7月1日 - 國鐵境線後藤站至弓濱站之間新設此站。當時為旅客車站。
  - 當時車站地址為鳥取縣米子市河崎字中通矢倉分。
- 1987年（昭和62年）4月1日 - 伴隨國鐵分割民營化，車站由西日本旅客鐵道（JR西日本）營運。
- 2005年（平成17年）3月31日 - 隨著米子市（第二次）成立，車站地址變為鳥取縣米子市河崎字中通矢倉分。
- 2019年（平成31年) 3月16日 - 車載型IC出入閘機開始使用，此站開始可以使用IC卡「ICOCA」[1]。

## 車站構造
本站是地面車站，設有1面1線的單式月台。前往境港方向的列車會開啟右邊車門。此站是由米子站管理的無人車站。月台靠近米口一方設有車站出入口。月台上設有候車室，候車室內則設有自動售票機。

## 使用狀況
以下為近年一日平均上下車人次列表：
| 上下車人次變化 | 上下車人次變化 |
| 年度           | 1日平均人次    |
| -------------- | -------------- |
| 2007年         | 382            |
| 2008年         |                |
| 2009年         |                |
| 2010年         |                |
| 2011年         | 373            |
| 2012年         | 382            |
| 2013年         | 352            |
| 2014年         | 332            |
| 2015年         | 398            |
| 2016年         | 420            |
| 2017年         | 437            |
| 2018年         | 406            |

## 車站周邊
車站位於米子市郊的住宅區，較多古老木屋。
- 米子濱橋郵局
- 米子北斗中學·高等學校（日语：米子北斗中学校・高等学校）
- 米子市立河崎小學
- 米子信用金庫（日语：米子信用金庫）
- 中海有線電視放送（日语：中海テレビ放送）
- 日之丸巴士（日语：日ノ丸自動車） 河崎巴士站
- 中部YAJIN體育場（日语：チュウブYAJINスタジアム）

## 相鄰車站
西日本旅客鐵道
 境線
三本松口－河崎口－弓濱

## 注腳
1. ↑   （页面存档备份，存于）（日語）
2. ↑  国土数値情報(駅別乗降客数データ)2011-2015年  （页面存档备份，存于）（日語） - 國土交通省，2019年7月4日參閲
3. ↑  国土数値情報　駅別乗降客数データ  （页面存档备份，存于）（日語） - 國土交通省，2020年9月13日參閲

## 外部連結
- 河崎口｜車站資訊：JR出門網 - 西日本旅客鐵道（日語）